# Худуд аль-алам
Худу́д аль-а́лам  (араб. حدود العالم من المشرق الی المغرب‎) — географический трактат 982 года неизвестного персоязычного автора. Полное название сочинения: «Худуд аль-‘алам мин аль-Машрик ила-ль-Магриб» — «Границы мира с востока на запад». Самый ранний образец географического трактата на персидском языке.

## Общие сведения
Компилятивное сочинение «Худуд аль-алам» было написано в 372 году по мусульманскому календарю (то есть в 982 или 983 году н. э.) и посвящалось эмиру Гузганана (на территории северного Афганистана) Абу-ль-Харису Мухаммаду ибн Ахмаду ал-Фаригуни. С оригинального манускрипта в 1258 году была снята копия, которую в 1892 году обнаружил в Бухаре русский ориенталист, капитан А. Г. Туманский.
Рукопись представляет собой часть более общего свода и состоит из 39 листов размером 28×8 см, размер написанного текста составляет 20×3 см. На каждой странице 23 ровные строки, написанные правильным и красивым шрифтом внутри очерченной рамки. Титульную страницу занимает название книги, стихи, написанные тем же почерком, но к тексту книги отношения не имеющие, имя переписчика, а также некоторые поздние добавления, не представляющие интереса. Заметки на полях некоторых страниц не имеют большого значения.
В целом сохранность текста высокая.

## Содержание
Сочинение отличается стройной структурой: в первых шести главах даются общие сведения по физической географии (главы о горах, реках, озёрах, странах света); затем следует описание всех известных автору 52 областей ойкумены в направлении с востока на запад, с некоторой непоследовательностью. Порядок начинается с Китая и Индии и заканчивается странами Африки. Из народов, населявших Европу, самыми западными оказались жители Британии, включенные в сочинение как подданные Византии. О странах севернее Византии автор не имел никаких сведений, называя те края ненаселёнными пустынями Севера. Для каждой области прежде всего определяются границы и соседние народы. В относительно небольшом по объему труде география пределов известного мира изложена полнee и систематичнее, чем у других восточных авторов той эпохи.
Анонимный автор не был путешественником, а скорее кабинетным учёным из Гузганана, систематизировавшим доступные ему географические сведения, которые он: «нашёл в книгах предшественников или слышал в преданиях». Автор не называет своих источников, но исследователям удалось установить труды предшествующих арабских географов IX и начала X веков: Абу Абдаллаха Джайхани, Ибн Хордадбеха, Абу Зайда аль-Балхи и других. Привлекая известные сведения по расселению народов Восточной Европы и сравнивая их с текстом «Худуд аль-алама», историки предполагают датировку информации по Европе в «Худуд аль-аламе» не позднее первой трети IX века.
Автор в нескольких местах упоминает о составленной им карте. Издатель труда В. В. Бартольд предполагал, что, возможно, «Худуд аль-алам» представляет собой лишь пояснение к неким средневековым картам.
Отдельные главы труда посвящены описаниям славян и русов (см. цитату в статье Арабо-персидские источники по руси). Текст о русах в значительно более подробном виде содержится в работах практически всех учёных школы Джайхани (Ибн Руста, Гардизи, аль-Марвази), однако «Худуд аль-алам» сохраняет, предположительно, текст общего древнего источника в наиболее неизменном виде.

## История публикации
Русский ориенталист, капитан, а впоследствии генерал-майор А. Г. Туманский поддерживал дружбу с бехаями (религиозное течение) в русской Закаспийской провинции (Туркмения) в конце 1890-х. Он попросил одного из своих друзей, Мирзу Абул-Фадла Гульпайгани, разыскать утраченный труд Улугбека «История четырёх улусов» («Тарих-и арба улус») в Бухаре. Тот в 1892 году так сообщил о результатах поиска:

«Во время моего пребывания в Бухаре все мои усилия отыскать „Историю четырех улусов“ оказались безуспешными, однако я обнаружил древний свод книг, который весьма хорош и содержит 4 трактата, из которых первый имеет географическое содержание и представляет собой предисловие к Карте; второй составлен 943 года назад и переписан 808 лет назад, он также имеет географическое содержание и включает названия городов, ныне совсем неизвестных; третий относится к музыке, он весьма краток; четвертый — энциклопедия имама Фахри-и Рази».

Так называемое предисловие к Карте и было сочинение «Худуд аль-алам».
В 1896 году Туманский опубликовал перевод на русский глав о «славянах, обращённых в христианство», славянах и русах с кратким комментарием. Туманский умер в 1920 году в Константинополе, а его жена передала манускрипт ориенталисту В. Ф. Минорскому в Париж, который, в свою очередь, с согласия жены Туманского передал манускрипт в Академию наук СССР, в Ленинград. Там в 1930 году вышло факсимильноe издание на оригинальном языке под редакцией академика В. В. Бартольда, который перевёл на русский язык фрагмент, посвящённый Восточной Европе.
В заключительных словах своего предисловия к изданию Бартольд говорит, что основной причиной отказа от идеи полного перевода манускрипта было «огромное количество географических названий, прочтение которых остается неизвестным». В 1937 году Оксфордским университетом опубликован на английском языке полный перевод «Худуд аль-алама», выполненный В. Ф. Минорским. Минорский снабдил перевод также обширным научным комментарием и 12 картами отдельных географических районов. Карты были реконструированы им по тексту сочинения.